# Île Hinchinbrook (Alaska)
Ne doit pas être confondu avec Île Hinchinbrook (Queensland).
L'île Hinchinbrook (en anglais : Hinchinbrook Island) est une île du golfe d'Alaska, aux États-Unis, à l'entrée de la baie du Prince-William.

## Description
Longue de 22 milles (35 km), elle est située au sud-est de la baie du Prince-William, à 15 milles (24 km) de Cordova. En 2000, elle héberge 5 résidents permanents. Son nom lui est donné en 1778 par le capitaine Cook.
Le phare du cap Hinchinbrook est situé au sud-ouest de l'île.

## Référencs
- (en) Cet article est partiellement ou en totalité issu de l’article de Wikipédia en anglais intitulé « Hinchinbrook Island (Alaska) » (voir la liste des auteurs).